# Geschichte der Republik Moldau
Die Geschichte der Region Bessarabien wird oft auch als Geschichte der Republik Moldau bezeichnet. Es ist umstritten, ob die Moldauer ein eigenes Volk sind und damit eine eigene Nationalgeschichte haben oder ein Teil der rumänischen Ethnie sind und die Geschichte Moldaus damit nur eine Regionalgeschichte ist. Politisch reflektiert sich diese identitätspolitische Auseinandersetzung im Streit der Befürworter einer Vereinigung mit Rumänien und der Unterstützer einer eigenstaatlichen Entwicklung aufgrund einer eigenen moldauischen Identität. Die Geschichte der Republik Moldau ist daher keine stringente Erzählung, sondern zeigt die wechselnden Einflüsse, denen diese weitgehend mit Bessarabien deckungsgleiche Region ausgesetzt war. Zum Teil wird die Geschichte auch unter der Bezeichnung Geschichte Moldawiens gefasst.

## Der Name des Landes
„Moldova“ in der rumänischen Sprache, deutsch „Moldau“, beinhaltet:
- das im Mittelalter unabhängige Fürstentum
- die heutige rumänische Region Moldau (zwischen Karpaten und Pruth) und
- die heutige Republik Moldau.

Der Name „Moldau“ soll aus dem dakischen „molta“ (viele) und „Dava“ (Burg oder Festung) abgeleitet worden sein. Andere Quellen behaupten, dass Molda, die Hündin des Fürsten „Dragoș des Gründers“ in einem Fluss ertrunken war. Das traurige Ereignis gab dem Fluss und dem Fürstentum seinen Namen. Auch die Theorie, dass der Name Moldau abgeleitet wurde von dem rumänischen Wort „Molid“ oder „Molift“ (Picea abies, deutsch: Fichte, Rotfichte) ist möglich. Aber die meist angenommene Hypothese der Sprachforscher ist, dass sowohl „Moldova“ wie auch die Burg „Moldvar“ (rumänisch: „Baia“, was Höhlung bedeutet) vom altdeutschen Wort „Mulde“ oder „Molde“, was (Aus)Höhlung, Vertiefung bedeutet, herkommen. Das Wort „Mulde“ wurde von siebenbürgisch-sächsischen Arbeitern gebraucht, die von ungarischen Königen, den ursprünglichen Herrschern, in die walachischen Fürstentümer zur Bergarbeit geholt wurden.

Das unabhängige Fürstentum Moldau

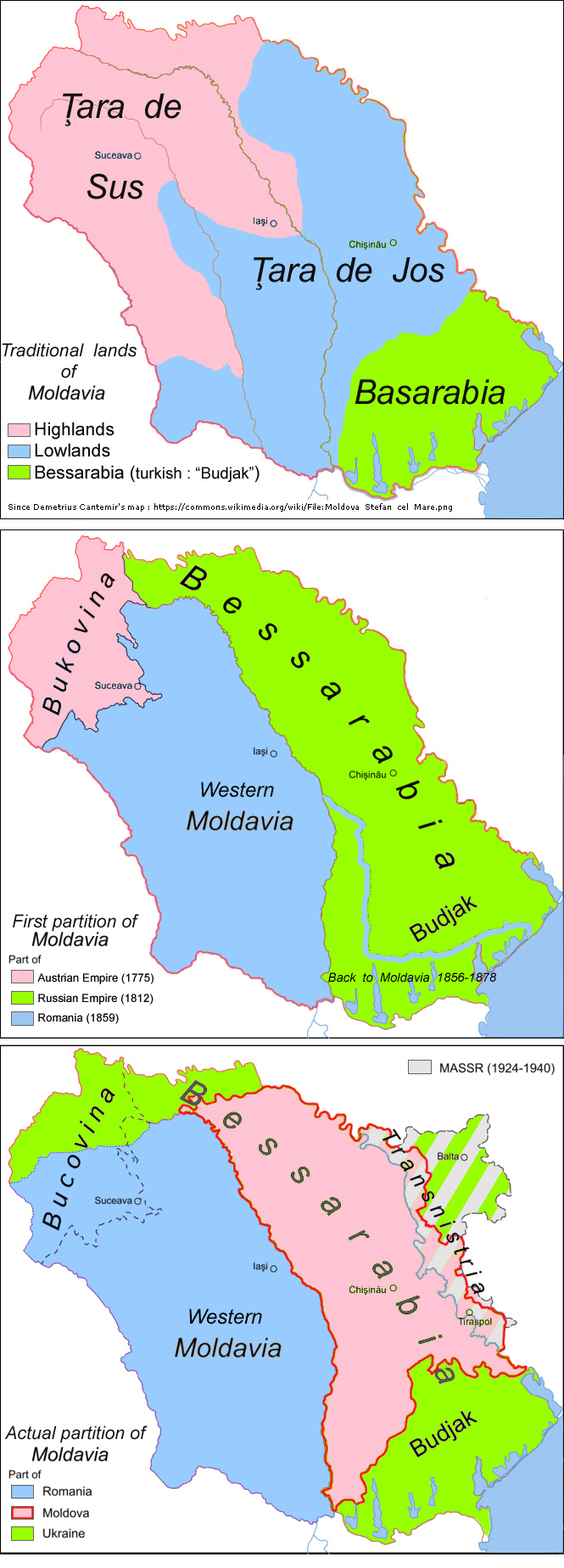
Die Folge der Teilungen von Moldau

## Frühgeschichte
Die lateinischen Ursprünge Moldaus können auf die Periode der römischen Besetzung des nahe gelegenen Dakiens zurückgeführt werden, das auf dem Gebiet des heutigen Rumäniens, Bulgariens und Serbiens lag. Moldau gehörte nie zur römischen Provinz Dacia, allerdings wurde das Gebiet von den Römern als Teil Dakiens oder als Teil der Sarmatia gesehen.
Etwa in der Zeit von 105 bis 270 bildete sich aus der Vermischung römischer Siedler und der örtlichen Bevölkerung eine neue Kultur, die dako-romanische und später rumänische Kultur. zogen während der Völkerwanderung verschiedene Volksgruppen durch das Gebiet und ließen sich auch teilweise hier nieder, darunter Hunnen, Ostgoten und Ostslawen (Anten), später Protobulgaren, Magyaren, Petschenegen, Kumanen und die Goldene Horde (Mongolen). Im 13. Jahrhundert expandierte Ungarn in die Region und errichtete eine Reihe von Befestigungen nahe dem Fluss Sereth im heutigen Rumänien. Um 1350 wurde die Region von Siedlern rumänischer Sprache und Kultur aus der Region Maramuresch besiedelt, deren Fürst Bogdan I. ein von ungarischer Oberhoheit unabhängiges moldauisches Fürstentum gründete. Ursprünglich Bogdania genannt, erstreckte es sich von den Karpaten bis zum Fluss Dnister; später wurde es in Moldowa umbenannt, wobei der Grund für diese Namensgebung unklar ist (siehe oben).

## Mittelalter
Das Osmanische Reich war im 15. Jahrhundert zum bedeutendsten Machtfaktor in Südosteuropa geworden. Daneben strebten das Königreich Ungarn und das Königreich Polen auch die Erweiterung ihres Einflussbereiches in Südosteuropa an. Das Fürstentum Moldau versuchte in dieser Phase möglichst viel seiner Eigenständigkeit zu behalten, geriet aber als Vasallenstaat unter osmanischen Einfluss.
Der bedeutendste der spätmittelalterlichen moldauischen Fürsten war Ștefan cel Mare (Stefan der Große) (* um 1433 in Borzești; † 2. Juli 1504 in Suceava), der mit 47 Jahren ungewöhnlich lange regierte. Mit seiner Herrschaft wird die Blütezeit des Fürstentums Moldau verbunden, weshalb er auch von der Bewegung zur Vereinigung von Rumänien und Moldau zum zentralen Erinnerungsort ihrer Identitätspolitik gemacht wurde. In der Überlieferung war er ein bedeutender Kämpfer gegen die Fremdherrschaft, so kämpfte er in 47 größeren Schlachten und verlor nur drei. Am Ende seiner Regierungszeit 1504 war das Fürstentum Moldau weitgehend unabhängig und erlebte eine Phase der wirtschaftlichen Prosperität. Nach seiner Herrschaft flammten die Streitigkeiten zwischen den Bojaren wieder auf und das Land erlebte einen allmählichen Verfall. Schwache Fürsten ließen inkompetente Bojaren den Staat regieren und Steuerzahlungen verweigern, sodass die osmanische Oberherrschaft ihren Einfluss in der Folgezeit wieder ausweitete, die Tributzahlungen erhöhte und die lokalen Herrscher ernannte. Erst als sich das Osmanische Reich selbst im Niedergang befand, konnten die moldauischen Fürsten wieder mehr Einfluss zurückgewinnen.

## Russische Expansion

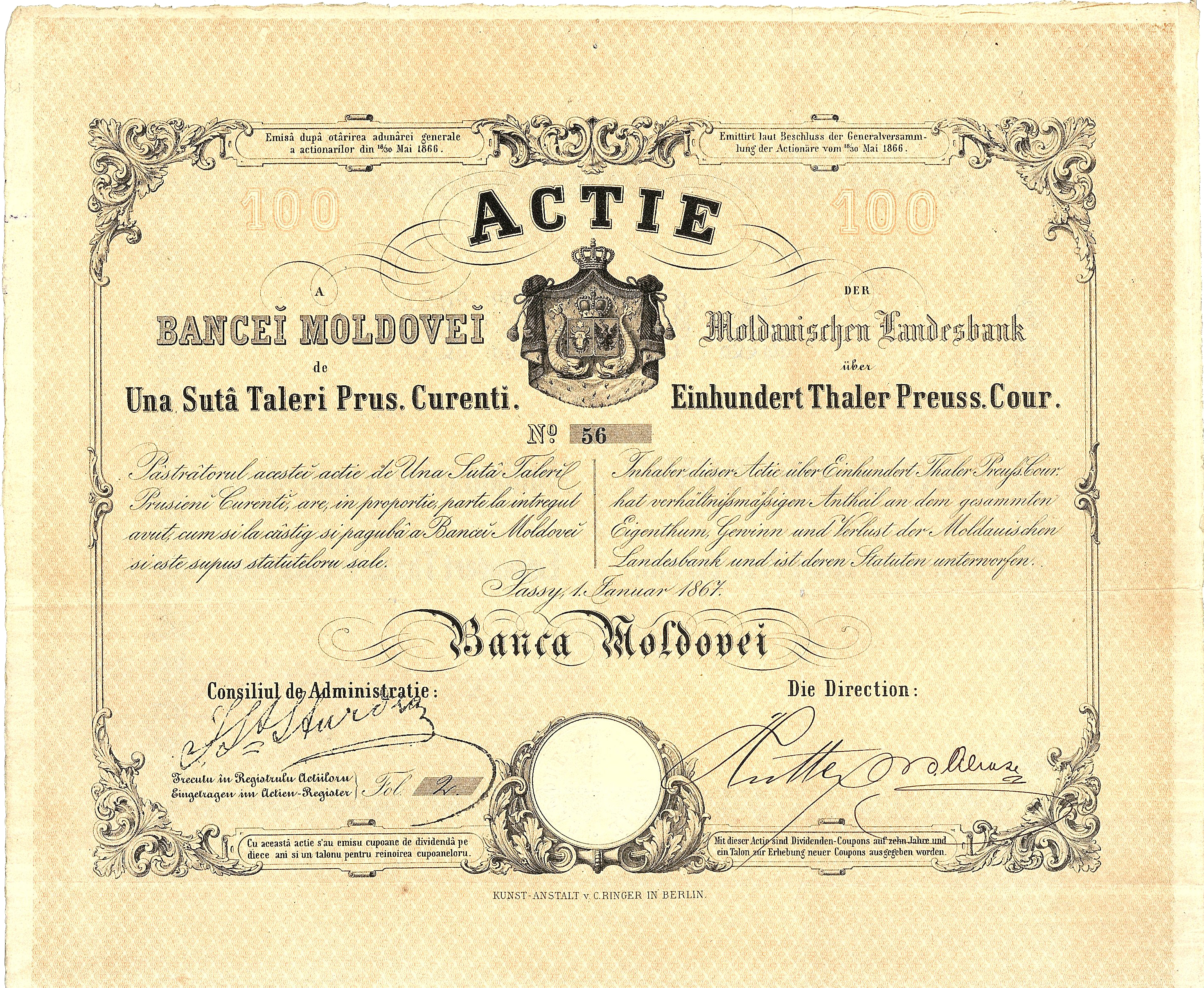
Aktie der Moldauischen Landesbank über 100 Thaler, ausgegeben am 1. Januar 1867 in Jassy. Gegründet 1856 als Moldauische Nationalbank von der Dessauer Creditanstalt und Berliner Financiers, 1860 umbenannt.

Nach dem russisch-türkischen Krieg 1787–1792 musste das Osmanische Reich im Frieden von Jassy (heute Iași) alle Besitzungen östlich des Dnister an Russland abtreten. Ein erweitertes Bessarabien (benannt nach dem walachischen König Basarab I.) wurde nach dem 7. russisch-türkischen Krieg von 1806 bis 1812 durch den Frieden von Bukarest in das Russische Reich integriert. Das Gebiet wurde als Gouvernement Bessarabien organisiert. Es umfasste die Landschaft zwischen den Flüssen Pruth und Dnister und damit etwa die östliche Hälfte des bisherigen Fürstentums Moldau.
Nach Russlands Niederlage im Krimkrieg 1853–1856 wurde im Vertrag von Paris festgelegt, dass Moldau und die Walachei unter die Kollektivgarantie der 7 Unterzeichnerstaaten gestellt würden. Das südliche Bessarabien (die Bezirke Ismail, Bolgrad, Cahul) gingen zurück an Moldau. 1859 wurde Alexandru Ioan Cuza zum Fürsten sowohl von Moldau als auch der Walachei gewählt, wodurch die Fundamente eines rumänischen Staates gelegt wurden. Durch den Vertrag von Berlin 1878 (siehe Berliner Kongress) musste die rumänische Regierung das südliche Bessarabien wieder an Russland abgeben.

## Zugehörigkeit zu Rumänien
Nachdem im Zuge der Oktoberrevolution von 1917 das Selbstbestimmungsrecht aller Nationalitäten des Russischen Reiches erklärt worden war, konstituierte sich am 21. November 1917 unter der Bezeichnung Sfatul Țării ein Landesrat, der Bessarabien am 15. Dezember 1917 als Moldauische Demokratische Republik proklamierte, die als autonomer Teilstaat Bestandteil eines föderativ organisierten Russischen Reiches bleiben sollte. Jedoch war die Vereinigung des bessarabischen Landesteils mit dem Königreich Rumänien durch ein Geheimprotokoll in den Friedensverträgen 1918 zwischen Rumänien und den Mittelmächten bereits beschlossen. Im Januar 1918 eroberte das zur Entente gehörende Rumänien Bessarabien und vertrieb die im Rumtscherod organisierten Truppen. Unter dem Druck der Besatzung und in einer Auseinandersetzung, bei der es nicht nur um nationale Identitäten, sondern vor allem um die wirtschaftlichen Interessen der moldauischen Großgrundbesitzer ging, erklärte das Sfatul Țării am 24. Januar 1918 die Unabhängigkeit vom Russischen Reich. Am 27. März 1918 stimmte schließlich eine Mehrheit des Rates für die Vereinigung mit Rumänien und legitimierte damit die faktisch bereits vollzogene Eingliederung Bessarabiens in Großrumänien. Während die Staaten der Entente 1920 die Abstimmung als rechtmäßig anerkannten, betrachteten Sowjetrussland beziehungsweise ab 1922 die Sowjetunion Bessarabien weiterhin als Teil ihres Staatsgebietes und forderte von Rumänien dessen Rückgabe.
Das Gebiet östlich des Dnister war während des Ersten Weltkrieges 1917/18 von Österreich-Ungarn und dem Deutschen Reich besetzt und wurde nach dem Ende des Russischen Bürgerkrieges und der Gründung der Sowjetunion im Dezember 1922 Teil der Ukrainischen Sozialistischen Sowjetrepublik. Im Jahr 1924 wurde das Gebiet zunächst zur Moldauischen Autonomen Oblast erklärt, sieben Monate später erhob man es zur Moldauischen Autonomen Sozialistischen Sowjetrepublik (MASSR). Hauptstadt der MASSR war offiziell das „vorübergehend rumänisch besetzte“ Chișinău, so dass bis 1929 (das heute zur Ukraine gehörende) Balta und danach Tiraspol provisorisch die Funktion des Regierungssitzes einnehmen mussten. Mit der Gründung der MASSR bezweckte die sowjetische Regierung in erster Linie die Aufrechterhaltung ihres Gebietsanspruches auf ganz Moldau und erklärte hierzu auch genuin ukrainische Gebiete zu moldauischem Staatsgebiet, was dazu führte, dass der Bevölkerungsanteil ethnischer Rumänen zeitweise bis auf 30 % sank.
Ab 1929 durften Frauen an Kommunalwahlen teilnehmen, jedoch wurde das Frauenwahlrecht von ihrem Bildungsgrad, der sozialen Stellung und besonderen Verdiensten gegenüber der Gesellschaft abhängig gemacht. Die Verfassung von 1938 stellte Männer und Frauen in wahlrechtlicher Hinsicht gleich, und das Wahlgesetz von 1939 führte aus, dass Frauen und Männer, die lesen und schreiben konnten, ab einem Alter von 30 Jahren zu den Wahlen zugelassen waren.

## Zweiter Weltkrieg
Das zu Rumänien gehörige Gebiet Bessarabiens und die nördliche Bukowina wurden im Juni 1940 mit deutscher Zustimmung als Konsequenz des geheimen Zusatzprotokolls des Hitler-Stalin Paktes von sowjetischen Truppen besetzt und von der UdSSR annektiert. Am 2. August 1940 wurde die Moldauische Sozialistische Sowjetrepublik mit Chișinău (russisch Kischinjow) als Hauptstadt errichtet, indem man Bessarabien mit einem Teil der Moldauischen ASSR vereinigte (der Rest ging an die Ukrainische SSR). Durch die Gründung der Moldauischen SSR war Bessarabien nun abermals geteilt, was seine historische und wirtschaftliche Integrität ernsthaft beschädigte. Mehrere südliche Gebiete und Zugangswege zum Schwarzen Meer über die Mündungen von Donau (bei der Stadt Ismajil) und Dnister (bei Bilhorod-Dnistrowskyj) wurden an die Ukraine abgegeben und machten aus der Republik einen Binnenstaat. Der nur etwa 600 Meter lange, zu Moldau gehörende Uferstreifen am Nordufer der Donau im äußersten Süden der Republik ist in den vergangenen Jahren zum Bau des Hafens Giurgiulești genutzt worden, so dass Moldau nun doch auch von Schiffen, allerdings beschränkter Größe, erreicht werden kann.
Am 22. Juni 1941 griffen deutsche und rumänische Truppen die Moldauische SSR und die Ukrainische SSR im Rahmen des Unternehmens Barbarossa an. Rumänien konnte dadurch im Sommer 1941 Bessarabien und die nördliche Bukowina zurückgewinnen. Das Land zwischen den Flüssen Dnister und Südlicher Bug, nördlich von Bar in der Ukraine, verwaltete Rumänien dann als Gouvernement Transnistrien.
Während der Operation Jassy-Kischinew (20. bis 29. August 1944) kam es in Teilen von Moldau zu schweren Kämpfen. Die deutsche 6. Armee geriet südwestlich von Kischinew in einen Kessel und wurde größtenteils zerschlagen.
Aufgrund des Friedensvertrages von 1947 fielen Bessarabien, das Herza-Gebiet und die nördliche Bukowina an die Sowjetunion. Die früheren sowjetischen Verwaltungseinheiten und russischen Ortsnamen wurden erneut eingeführt.
Im Zuge der Sowjetisierung des Landes wurden 1949/50 rund 7 % der moldauischen Bevölkerung in die Sowjetunion deportiert und dort als verbannte Sondersiedler ihrer Freiheit beraubt.

## Entwicklung einer Nationalbewegung
Seit Mitte der 1980er Jahre entwickelte sich eine Nationalbewegung der rumänischsprachigen Bewohner in der Moldauischen Sozialistischen Sowjetrepublik. Sie bekam politisch ein immer größeres Gewicht, übernahm schließlich noch vor dem Zerfall der Sowjetunion die Macht und spielte eine wichtige Rolle bei der Unabhängigkeitserklärung des Landes. 1989 wurde daher Russisch als zweite Amtssprache abgeschafft und die moldauische Sprache zur einzigen Staatssprache der MSSR erklärt. Praktisch wurde die Rückkehr zur rumänischen Sprache in lateinischer Schrift beschlossen (de facto weicht Moldauisch kaum vom Rumänischen ab, sie wird aber seit 1994 in der Verfassung wieder als Moldauisch bezeichnet). Dem widersetzten sich die ukrainischen, russischen und gagausischen Minderheiten. Auch gab es starke Bestrebungen, das Land mit Rumänien zu vereinigen.

## Unabhängigkeit
Die Moldauische SSR wurde 1991 zunächst in Republik Moldau umbenannt. Diese erklärte sich kurz nach dem Augustputsch in Moskau, der den Zerfall der Sowjetunion beschleunigte, am 27. August 1991 unter Führung des vormaligen Generalsekretärs des Obersten Sowjets Moldaus, Mircea Ion Snegur, für unabhängig. Nach der Unabhängigkeitserklärung wurde das allgemeine Wahlrecht 1993 bestätigt.
Die seit 1989 bestehenden Konflikte zwischen der Zentralregierung in Chișinău und den überwiegend von ethnischen Minderheiten bewohnten Gebieten Transnistrien und Gagausien verstärkten sich, nachdem gleich nach der Unabhängigkeit Moldaus 1991 Verhandlungen in Richtung einer Wiedervereinigung mit Rumänien initiiert wurden.
Im Jahr 1991 erfolgte die Gründung der Trupele de Carabinieri.
Im Jahre 1992 eskalierte der Konflikt mit Transnistrien zu einem Krieg mit über 1000 Toten, der schließlich mit der De-facto-Unabhängigkeit dieses Landesteils endete. Die Kämpfe wurden erst durch das Eingreifen der auf transnistrischem Territorium stationierten russischen 14. Armee unter Führung von General Alexander Lebed beendet. Transnistrien bildet seitdem ein die moldauischen Gebiete östlich des Dnister umfassendes De-facto-Regime, das eine operationelle Gruppe der Streitkräfte der Russischen Föderation auf seinem Territorium duldet. Seitdem besteht zwischen beiden Seiten ein Waffenstillstand, und eine Lösung des Transnistrien-Konflikts wird auf politischer Ebene angestrebt. Verhandlungen führten bislang zu keinem Erfolg, so dass sich beide Konfliktparteien inzwischen mit dem Status quo weitgehend arrangiert haben.
1994 bot die moldauische Regierung Gagausien einen Autonomiestatus innerhalb der Republik Moldau an. Dieser Autonomiestatus wurde auch dem abtrünnigen Landesteil Transnistrien angeboten, was aber von dem De-facto-Regime unter dem selbsternannten Präsidenten Igor Smirnow abgelehnt wurde. Igor Smirnow konnte das Angebot ablehnen, da er die Unterstützung der Russischen Föderation aufgrund von deren Interesse an einer weiteren Stationierung russischer Armeeeinheiten auf dem Territorium Transnistriens hatte. Zudem war die „Pridnestrowische Moldauische Republik“ mit dem Aufbau eigener staatlicher Strukturen und Streitkräfte viel weiter fortgeschritten als der gagausische Landesteil. Transnistrien stellte auch im Gegensatz zu Gagausien ein einheitliches Gebiet dar, das aufgrund seiner Landesgrenze zur Ukraine und der Wassergrenze Dnister zum von Moldau kontrollierten Gebiet in der Lage war, sich zu verteidigen und eigenständige Wirtschaftsbeziehungen mit Drittstaaten einzugehen.
Im Gegensatz zu Transnistrien konnte die Region Gagausien 1994 erfolgreich und friedlich wieder in die Republik Moldau eingegliedert werden. Zuvor war ein umfangreiches Autonomieabkommen ausgehandelt worden, das schließlich von Gagausien akzeptiert wurde.
1997 wurde Snegur von Petru Lucinschi als Präsident abgelöst. Seit 1997 ist die Republik Moldau Mitglied der GUAM-Allianz. 2001 folgte Lucinschi Vladimir Voronin als dritter Präsident der Republik Moldau.
Seit dem 30. November 2005 gibt es die EUBAM, eine Grenzkontrollmission der Europäischen Union an der moldauisch-ukrainischen Grenze zur Unterbindung des Waffen-, Menschen- und Drogenschmuggels von und nach Transnistrien.
Nach dem Rücktritt Voronins 2009 und einer Phase kommissarischer Präsidenten wurde am 16. März 2012 Nicolae Timofti zum Präsidenten der Republik Moldau gewählt. Die Europäische Union und Moldau unterzeichneten am 27. Juni 2014 ein Assoziierungsabkommen, das eine vertiefte und umfassende Freihandelszone umfasst und im Juli 2016 in Kraft trat.
Einen Monat vor der Annexion der Krim-Halbinsel durch Russland fand in Gagausien im Februar 2014 ein mit der Zentralregierung in Chișinău nicht abgestimmtes Referendum statt, bei dem 94 Prozent der Wähler den Beitritt der Republik Moldau zur russisch dominierten Zollunion befürworteten. Zudem sprachen sich fast 70 Prozent der Beteiligten für die Unabhängigkeit aus, sollte die Republik Moldau ihre Selbständigkeit verlieren.
Vom 23. Dezember 2016 bis 24. Dezember 2020 war Igor Dodon von der Partei der Sozialisten der Republik Moldau (PSRM) Präsident der Republik Moldau.
Der Oligarch Vladimir Plahotniuc, der zwar kein Regierungsamt innehatte, aber seit Ende 2016 Chef der mitregierenden Demokratischen Partei (PDM) war, verlor seinen bis dahin großen Einfluss auf die moldauische Politik und Wirtschaft mit der verlorenen Parlamentswahl im Februar 2019 und flüchtete in der Folge ins Ausland. Das Verfassungsgericht suspendierte am 9. Juni 2019 Präsident Dodon zwischenzeitlich von seinem Amt und setzte den bisherigen Regierungschef Pavel Filip als Interim-Staatspräsidenten ein. Dodon verlor letztlich sein Amt bei der Präsidentschaftswahl am 15. November 2020, Nachfolgerin im Amt ist die pro-europäische Politikerin und Ökonomin Maia Sandu.
Ende September 2021 lief ein Gaslieferungsvertrag zwischen Moldau und Gazprom aus. Gazprom forderte einen sehr hohen Gaspreis; Moldau rief den Notstand aus. Der Konflikt konnte Anfang November 2021 beigelegt werden.
Aufgrund des Russischen Überfalls auf die Ukraine 2022 strömten in hoher Zahl Flüchtlinge nach Moldau, im Verhältnis zu den Einwohnern ist die Republik das am stärksten betroffene Land in Europa. Viele westliche Länder sicherten Moldau Hilfe in Form von finanzieller Unterstützung, Ausrüstung und Umsiedlung von Flüchtlingen zu. Beispielsweise holten Österreich und Liechtenstein rund 2500 ukrainische Flüchtlinge aus dem Land.
Außerdem sperrte die Regierung den Luftraum des Landes für mehrere Tage und öffnete ihn am 21. März 2022 nur in Richtung Rumänien.
Bei der Präsidentschaftswahl in der Republik Moldau 2024 wurde Maia Sandu wieder zur Präsidentin der Republik Moldau gewählt. Sie erhielt im zweiten Wahlgang, der Stichwahl, rund 55 Prozent der Stimmen. Sandu sagte anschließend, Moldau sei vor der Wahl beispiellos angegriffen worden: „schmutziges Geld, gesetzwidriger Kauf der Stimmen, Einmischung von einigen feindlichen Kräften von außerhalb und von einigen kriminellen Gruppierungen in den Wahlprozess.“ Es habe Lügen, Aufhetzung und Erzeugen von Hass und Angst in der Gesellschaft Moldaus gegeben.
Zum 1. Januar 2025 sind die Gaslieferungen aus Russland eingestellt worden. Bereits im Vorgriff darauf beschloss das Parlament der Republik Moldau am 13. Dezember 2024, ab dem 16. Dezember für 60 Tage den nationalen Notstand zu verhängen. Bereits am 10. Dezember rief die Region Transnistrien, in die vertraglich vereinbart das gesamte von der Republik Moldau importierte russische Gas fließt, ihren eigenen wirtschaftlichen Notstand aus. Für Transnistrien war der de facto kostenlose Bezug von russischem Gas eine wichtige Finanzierungsquelle: der damit erzeugte Strom wurde zu vergleichsweise günstigen Preisen an die anderen Landesteile der Republik Moldau verkauft, deren Strombedarf dadurch zu fast drei Vierteln gedeckt wurde. Um die Notlage zu lindern, hat die EU ein Soforthilfepaket in Höhe von 30 Mio. € angekündigt. Parallel dazu gehen die Arbeiten an der Hochspannungsleitung von Isaccea in Rumänien über Vulcănești in die moldauische Hauptstadt weiter, welche die Abhängigkeit Moldaus von Energielieferungen aus Russland beseitigen soll. Die Inbetriebnahme wird jedoch frühestens Ende 2025 erwartet, zudem quert die Trasse ukrainisches Territorium und ist daher gefährdet durch russische Angriffe.